# 어우야
미키광수의 어우야는 KFM 경기방송에서 2019년 1월 7일부터 2020년 3월 27일까지 개그맨 미키광수의 진행으로 방송했던 라디오 프로그램이다.

## 역대 방송시간
| 방송 채널    | 방송 기간                        | 방송 시간                 |
| ------------ | -------------------------------- | ------------------------- |
| KFM 경기방송 | 2019년 1월 7일 ~ 2019년 3월 29일 | 평일 낮 12:10 ~ 오후 2:00 |
| KFM 경기방송 | 2019년 4월 1일 ~ 2020년 3월 27일 | 평일 낮 12:00 ~ 오후 2:00 |

## DJ
- 미키광수(개그맨)